# أديلسون بيريرا دي ميلو
أديلسون بيريرا دي ميلو ((بالإنجليزية: Ade?lson Pereira de Mello)‏؛ مواليد 7 أكتوبر 1985) لاعب كرة قدم برازيلي يجيد اللعب في مركز الهجوم .

## وصلات خارجية
أديلسون بيريرا دي ميلو على موقع رابطة كرة القدم الفرنسية للمحترفين (الإنجليزية)
- أديلسون بيريرا دي ميلو على موقع إي إس بي إن إف سي (الإنجليزية)
- أديلسون بيريرا دي ميلو على موقع قاعدة بيانات كرة القدم.إي يو (الإنجليزية)
- أديلسون بيريرا دي ميلو على موقع Soccerway.com (الإنجليزية)